# Brian
Brian er et drengenavn af keltisk oprindelse. Dets egentlige betydning er uvist, men keltiske sprogforskere mener, at det kan betyde "klippe", "bjerg", "stærk", "nobel" eller "slavepisker" alt afhængigt af dialekten i den pågældende region. Brian er som herskernavn knyttet til ord som "styrke, værdighed og ære". En anden betydning for navnet er "majestætisk og magtfuld". Det er tilligemed brugt som kongenavn i Irland. Brian Boru var en irsk konge, som kæmpede mod vikingers forsøg på, at erobre Irland i det 11. århundrede. Han sejrede i slaget ved Clontarf, men blev selv slået ihjel. 
Brian er også en del af den keltiske mytologi. Brian er sammen med Luchar og Luchabar, Tuirenns sønner. De er medlemmer af gudefolket og der findes en række fortællinger om de tre brødre i den keltiske mytologi.
Der findes pr. 1. januar 2007 18.868 danskere med navnet Brian (ifølge Danmarks Statistik). Navnet blev i Danmark især populært i 1960'erne pga. den amerikansk/engelske indflydelse via musik, film og medier generelt. Navnet gives sjældent til børn i dag (2 børn fik navnet i 2005).

## Kendte som bærer navnet
- Brian Boru, irsk konge fra det 11. århundrede
- Brian Cohen, Brian i filmen Life of Brian
- Brian Holm, tidligere dansk professionel cykelrytter
- Brian Johnson, forsanger i det australske band AC/DC
- Brian Kennedy, irsk sanger
- Brian Laudrup, tidligere dansk professionel fodboldspiller
- Brian Lyngholm, dansk håndboldtræner
- Brian May, engelsk musiker (Queen)
- Brian Mikkelsen, dansk politiker
- Brian Nielsen, tidligere dansk professionel bokser
- Brian De Palma, amerikansk filminstruktør
- Brian Priske, dansk professionel fodboldspiller
- Brian Sandberg, dansk rocker
- Brian Wilson, amerikansk musiker